# Консерватизм в Великобритании
Консерватизм в Великобритании родственен своим аналогам в других западных странах, но имеет особую традицию и за свою долгую историю включил в себя широкий спектр теорий. Консервативная партия, которая с момента основания в 1834 году является основной правой партией Великобритании, создала множество различных внутренних фракций и идеологий.

## История

### Эдмунд Бёрк

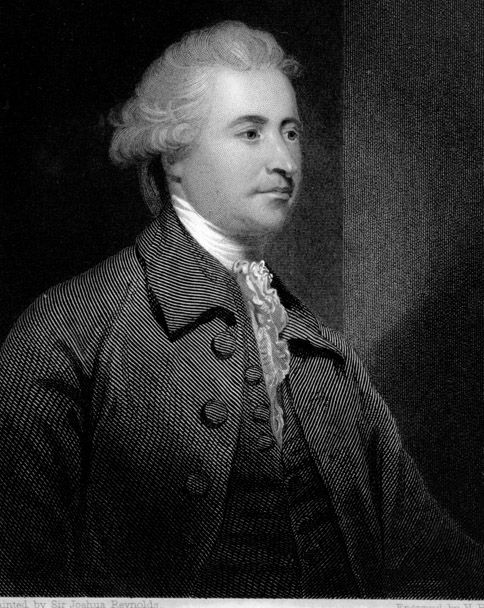
Эдмунд Бёрк, отец британского консерватизма.

Англо-ирландский политик и публицист эпохи Просвещения Эдмунд Бёрк часто считается отцом современного британского консерватизма. Хотя Бёрк и был членом консервативной фракции партии вигов; однако современная Консервативная партия описывается как «наследница и в некоторой степени продолжение старой партии тори», а консерваторов до сих пор часто называют тори. Австралийский ученый Глен Уортингтон писал: «Для Эдмунда Бёрка и австралийцев того же мнения суть консерватизма заключается не в теории, а в склонности поддерживать те институты, которые считаются центральными для убеждений и практик общества».
Бёрк был сторонником укрепления добродетелей в обществе и важности религиозных институтов для моральной стабильности и блага государства. Эти взгляды были выражены в его книге «Оправдание естественного общества» (A Vindication of Natural Society, 1756). Был известен резкой критикой Французской революции. В своих «Размышлениях о революции во Франции» Бёрк утверждал, что революция разрушает ткань хорошего общества и традиционных институтов государства и общества, и осудил последовавшие за этим преследования католической церкви. Это привело к тому, что он стал ведущей фигурой правого крыла Партии вигов, которое он называл «Старыми вигами», в отличие от симпатизантов французской революции, «Новых вигов», во главе с Чарльзом Джеймсом Фоксом. В XIX веке Бёрка хвалили как консерваторы, так и либералы. Впоследствии, в XX веке, он стал широко рассматриваться как философ и основатель современного консерватизма.

### Тори
Старой устоявшейся формой английского, а после Акта о Союзе и британского консерватизма, были тори, слабо организованная фракция в парламентах Англии, Шотландии, Ирландии, а позднее Великобритании и Соединённого Королевства. Впервые тори возникли во время кризиса 1678—1681 годов, когда они выступили против попыток «народной партии», впоследствии названной вигами, исключить Джеймса, герцога Йоркского, из престолонаследия на основании его принадлежности к католической церкви. Несмотря на свою ярую оппозицию поддерживаемому государством католицизму, тори выступили против его исключения, поскольку считали, что наследование по рождению является основой стабильного общества. В начале 1760-х годов тори прекратили своё существование как организованное политическое образование (хотя этот термин продолжал использоваться в последующие годы как термин для самоописания некоторыми политическими авторами). Вновь партия тори возникла несколько десятилетий спустя и участвовала в правительстве между 1783 и 1830 годами, с Уильямом Питтом Младшим, а затем Робертом Дженкинсоном, 2-м графом Ливерпулем. Великая реформа 1832 года предоставила представительство в Палате общин большим городам, выросшим в ходе промышленной революции, и лишила представительства так называемые «гнилые местечки», многие из которых контролировались тори. В результате на выборах 1832 года партия потеряла четверть своих мест в парламенте.
Под лидерством Роберта Пиля, издавшего политический документ, известный как Тамвортский манифест, тори начали трансформироваться в Консервативную партию. Однако отмена Пилем в 1846 году Хлебных законов (пошлины на дешёвое иностранное зерно) привела к распаду партии; в то время как фракция тори-фритредеров, известная как пилиты (но не сам Пиль, который умер вскоре после этого), присоединилась к Либеральной партии, фракция противников свободной торговли, возглавляемая графом Дерби и Бенджамином Дизраэли, осталась в партии, заложив основы современной Консервативной партии, членов которой до сих пор часто называют тори.
Тори выражали взгляды крупных сельских землевладельцев-аристократов и отстаивали традиционные институты монархии, религии, семьи и собственности как лучшую защиту социального порядка. На ранних стадиях промышленной революции тори были против процесса, который, казалось, подрывал эти оплоты «старой доброй Англии», а новая промышленная элита рассматривалась ими как враги социального порядка. Коалиция традиционных землевладельцев и сочувствующих им промышленников, выступавших против свободной торговли и за сохранение старого порядка, и образовала новую Консервативную партию.

### Консерватизм одной нации

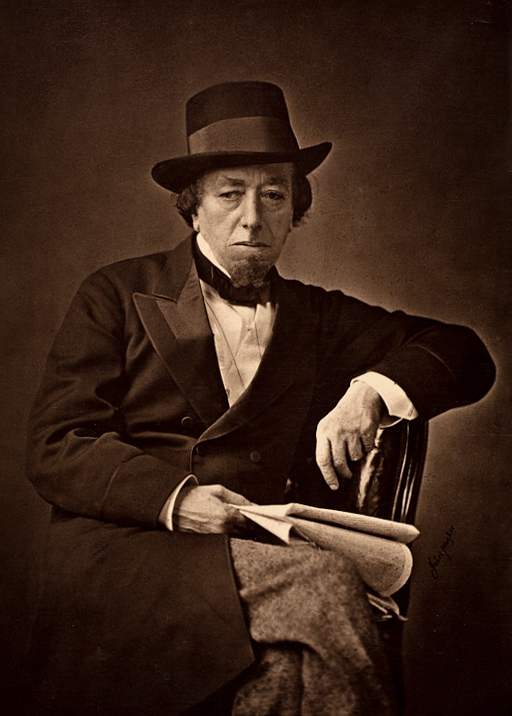
Бенджамин Дизраэли, отец «консерватизма одной нации».

После 1820 года британский консерватизм стал меняться, охватив империализм и осознав, что расширение электората за счёт рабочего класса может нейтрализовать преимущество либералов среди среднего класса. Новый лидер консерваторов Бенджамин Дизраэли изменил консервативный подход и укрепил консерватизм как массовую политическую силу. Консерватизм больше не был философией земельной аристократии, но был обновлен, переосмыслив приверженность идеалам монархии и порядка, как светского, так и религиозного, включив идеи империи и «государства всеобщего благосостояния», тем самым противопоставляя себя вигам и сменившим их либералам, которые выступали за личную свободу, сокращение полномочий Короны и англиканской церкви, избегание войны и иностранных союзов и, прежде всего, свободную торговлю. Ещё в 1835 году Дизраэли критиковал вигов и утилитаристов как рабски преданных промышленной олигархии, в то время как своих собратьев-тори он называл единственной «действительно демократической партией Англии», преданной интересам всего народа. Тем не менее, внутри партии существовала напряжённость между аристократией и сельским дворянством, с одной стороны, и растущим числом богатых бизнесменов, с другой, обнаруживших, что могут использовать своё богатство для покупки титулов и загородных поместий.
В 1867 году Дизраэли создаёт Национальный союз консервативных и конституционных ассоциаций (который объединил местные ассоциации консерваторов), а через три года Центральный офис консерваторов, что придало партии «дополнительное единство и силу», а взгляды Дизраэли на социальные реформы и неравенство в богатстве между самыми богатыми и беднейшими слоями общества, по словам коллеги-консерватора лорда Нортона, якобы «помогли партии разрушить классовые барьеры». В молодости Дизраэли находился под влиянием идей романтизма и медиевализма, под влиянием которых критично воспринял индустриализм. В своих романах он обрисовал Англию, разделённую на две нации, каждая из которых живёт в полном неведении друг о друге. Как и Карл Маркс, Дизраэли предвидел феномен отчуждённого промышленного пролетариата. Его решение проблемы заключалось в возврате к идеализированному представлению об органическом обществе, в котором у каждого есть обязанности и ответственность по отношению к другим людям или группам.
«Консерватизм одной нации» Дизраэли является патерналистской формой британского политического консерватизма. Он выступает за сохранение устоявшихся институтов и традиционных принципов в рамках политической демократии в сочетании с социальными и экономическими программами, направленными на благо обычного человека. Согласно этой политической философии, обществу необходимо позволить развиваться органическим, естественным, путём, а не формировать его искусственно, инженерным путём. «Консерватизм одной нации» провозглашает, что члены общества имеют обязательства друг перед другом, и особенно подчёркивается патернализм, означающий, что те, кто привилегирован и богат, должны делиться своими благами с теми, кто в них нуждается. Согласно этой философии, элита должна работать над согласованием интересов всех социальных классов, включая трудящихся, а не отождествлять благо общества исключительно с интересами бизнес-класса. «Консерватизм одной нации» по-прежнему является важной традицией в Консервативной партии и оказал влияние на политику Лейбористской и Шотландской национальной партий.
«Консерватизм одной нации», призванный привлечь на сторону Консервативной партии избирателей из рабочего класса, которые, как надеялся Дизраэли, увидят в нём способ улучшить свою жизнь, широко использовался в течение двух сроков правления Дизраэли, во время которых парламент Соединённого Королевства провёл значительные социальные реформы. К концу XIX века Консервативная партия отошла от патернализма в пользу свободного рыночного капитализма, но в первой половине XX века страх перед социализмом и коммунизмом привёл к возрождению «консерватизма одной нации». Консервативная партия продолжала поддерживать эту философию на протяжении всего послевоенного консенсуса. «Консерватизм одной нации» повлияло на терпимость консерваторов к кейнсианскому вмешательству лейбористского правительства в экономику, формированию государства всеобщего благосостояния и созданию Национальной службы здравоохранения. Благодаря Иану Маклеоду, Эдварду Хиту и Эноху Пауэллу, после 1950 года особое внимание уделялось «консерватизму одной нации», который обещал поддержку беднейшим слоям населения и элементам рабочего класса в партийной коалиции.
Хотя номинально Дизраэли был консерватором, он симпатизировал некоторым требованиям чартистов и выступал за союз между земельной аристократией и рабочим классом против растущей власти среднего класса, помогая основать группу «Молодая Англия» в 1840-х годах для продвижения идеи, что богатые должны использовать свою власть для защиты бедных от эксплуатации со стороны среднего класса. Превращение Консервативной партии в современную массовую организацию было ускорено концепцией демократии тори, приписываемой лорду Рэндольфу Черчиллю, отцу Уинстона Черчилля.

### Начало XX века
В конце XIX века Консервативная партия стала постепенно отходить от патерналистского «консерватизма одной нации» в сторону политики невмешательства, в то время как Либеральная партия, главные оппоненты консерваторов, начинает отказываться от «гладстонианского либерализма» в пользу «нового либерализма», приверженцы которого выступали за государственное вмешательство как средство обеспечения свободы и устранения препятствий на пути к ней, таких как бедность и безработица. Одновременно среди консерваторов усилиливалась поддержка колониализма. В результате, группа консервативных политиков, недовольных тарифной и колониальной политикой консервативного кабинета, покинули партию и присоединились к либералам. Среди них был и Уинстон Черчилль, самый известный британский консерватор, который с 1904 по 1924 год был либералом. Как один из самых активных и агрессивных ораторов своего времени он высмеивал консерваторов как «партию богатых против бедных, … удачливых, богатых, счастливых и сильных против обделённых и изолированных миллионов слабых и бедных». В 1909 году Черчилль написал книгу Liberalism and the Social Problem, которую многие считали библией «нового либерализма». Его резкие слова были обрушены на него самого, когда он вернулся в Консервативную партию в 1924 году.
Шок от сокрушительного поражения на выборах 1906 года заставил консерваторов переосмыслить свою деятельность, и они начали работать над созданием массовых организаций, которые помогли бы им получить голоса избирателей. Так, при участии Консервативной партии был создан Союз защиты рабочих (англ. Workers Defence Union, WDU), целью которого привлечь голоса рабочего класса. Хотя WDU первоначально продвигал тарифную реформу для защиты рабочих мест на отечественных предприятиях, вскоре он переключился на ксенофобские и антисемитские нападки на рабочих-иммигрантов и владельцев бизнеса, добившись значительных успехов, вызвав опасения «подрывной деятельности иностранцев». Деятельность WDU нашла отклик также среди представителей среднего и высшего классов, что расширило его электоральную базу.
В начале XX века выросла роль женщин в политике, о чём свидетельствует создание в 1906 году Ассоциации женщин-юнионисток за реформирование тарифов (WUTRA). Когда либералам не удалось ввести женское избирательное право, начали действовать консерваторы, приняв Акт о народном представительстве 1918 года и Закон о равных избирательных правах 1928 года. Они осознали, что домохозяйки часто придерживаются консервативных взглядов, не любят агрессивного тона социалистической риторики и поддерживают империализм и традиционные ценности. Консерваторы надеялись привлечь их голоса, утверждая, что выступают за упорядоченную политику, мир и интересы семей бывших военнослужащих. Закон 1928 года добавил ещё пять миллионов женщин в список избирателей и привел к тому, что женщины составили большинство, 52,7 %, от электората на выборах 1929 года, которые были названы «выборами флэпперов».
Движение радикальных консерваторов, известных как «новые тори» (англ. Neo-Tory), достигло пика в 1930-х годах как часть общеевропейской реакции на современность. Правые интеллектуалы и их политики-союзники высмеивали демократию, либерализм и капитализм как выродившиеся, предостерегая от появления в Британии корпоративного государства, навязанного сверху. Участвующие в этом интеллектуалы следовали тенденциям Италии, Франции и особенно Германии. Обмен идеями с континентом поначалу был источником вдохновения, уверенности и надежды. После прихода к власти в Германии национал-социалистов в 1933 году он привёл «новых тори» к падению. Вторая мировая война окончательно положила конец участию Великобритании в транснациональном радикальном консерватизме.

### Послевоенный консенсус
Потерпев в 1945 году поражение на первых послевоенных выборах Консервативная партия была вынуждена изменить свою политику, пойдя на сближение с социал-демократической политикой правящей Лейбористской партии. Это было не только прагматической мерой по возвращению к власти, но также и результатом первых успехов централизованного планирования и национализации, которых добилось лейбористское правительство Клемента Эттли. Так, в послевоенной Британии сформировался межпартийный компромисс, получивший название «послевоенный консенсус», в рамках которого обе партии, и Консервативная, и Лейбористская, терпели или поощряли национализацию, сильные профсоюзы, жёсткое регулирование, высокие налоги и обширное «государство всеобщего благосостояния».
Консервативная версия была известна как «бутскеллизм» (англ. butskellism), в честь почти идентичной кейнсианской политики Рэб Батлер (канцлер казначейства в 1951—1955) от имени консерваторов и Хью Гейтскелла (канцлер казначейства в 1950—1951) от лейбористов. Основы «послевоенного консенсуса» были заложены национальным правительством под руководством Черчилля, который пообещал британцам лучшую жизнь после войны. Консерваторы особенно продвигали образовательные реформы, чтобы охватить образованием как можно большую часть населения. Основой «послевоенного консенсуса» стал доклад Бевериджа, подготовленный экономистом-либералом Уильямом Бевериджем, который в 1942 году сформулировал концепцию всеобъемлющего «государства всеобщего благосостояния» в Великобритании. В докладе содержался призыв к широкомасштабной реформе, определяя «пять гигантов на пути восстановления»: «безделье… невежество, болезни, нищету и бедность». В докладе был отмечен ряд рекомендаций: назначение министра для контроля над всеми схемами страхования; стандартная еженедельная выплата работающим людям в качестве взноса в страховой фонд; пенсии по старости, пособия по беременности и родам, пособия на похороны, пенсии вдовам и людям, получившим травмы на производстве; создание национальной службы здравоохранения.
Послевоенный консенсус базировался на кейнсианстве, смешанной экономике с национализацией основных отраслей промышленности, создании Национальной службы здравоохранения и построении в Великобритании всеобъемлющего «государства всеобщего благосостояния». Такая политика проводилась всеми правительствами, как лейбористскими, так и консервативными, с 1945 по 1970 год. В этот период безработица составляла в среднем менее 3 %. Считалось, что британская экономическая политика характеризуется консенсусом до экономического кризиса 1970-х годов (см. вторичный банковский кризис 1973—1975 годов), который привёл к концу послевоенного экономического бума и подъёму монетаризма. Однако корни кейнсианства лежат в критике экономики межвоенного периода, которая привела к Великой депрессии. Кейнсианство поощряло более активную роль правительства, чтобы «управлять общим спросом так, чтобы существовал баланс между спросом и выпуском».
Послевоенный консенсус в пользу «государства всеобщего благосостояния» заставил консервативных историков, типичным примером которых является Герберт Баттерфилд, пересмотреть британскую историю. Они больше не были оптимистичны в отношении человеческой природы и возможности прогресса, но и не были открыты для акцента либерализма на индивидуализме. Будучи христианином, Баттерфилд мог утверждать, что Бог определил ход истории, но ему не обязательно было раскрывать её значение историкам. Благодаря Иану Маклеоду, Эдварду Хиту и Эноху Пауэллу особое внимание было обращено на «консерватизм одной нации», придуманный Дизраэли, который обещал поддержку беднейшим слоям населения и рабочему классу для привлечения их голосов.

### Тэтчеризм

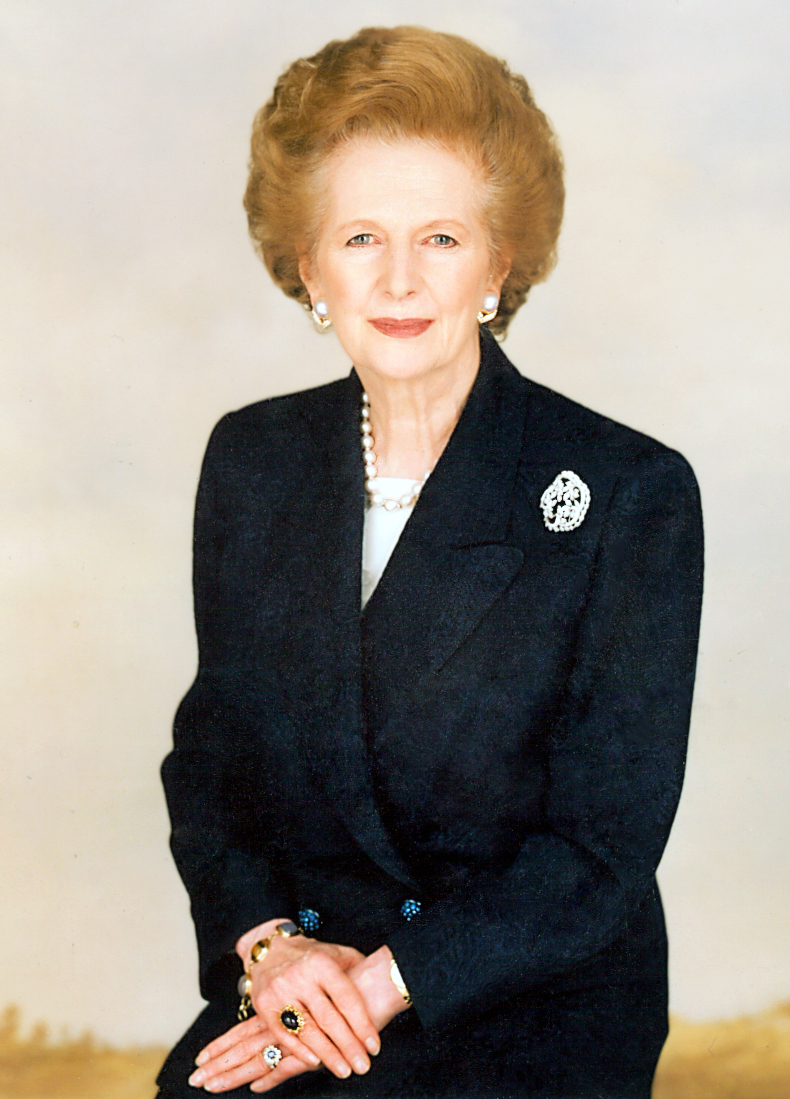
Margaret Thatcher

В 1970-х годах в Консервативной партии намечается отход от «послевоенного консенсуса». После ряда сложностей, с которыми столкнулось правительство Хита в течение 1973 года (нефтяной кризис, требования профсоюзов о повышении зарплат), на выборах в феврале 1974 года Консервативная партия потерпела поражение от лейбористов. На досрочных выборах, состоявшихся в октябре 1974 года, результат консерваторов оказался ещё хуже. На фоне снижения поддержки партии среди населения в борьбу за должность председателя Консервативной партии вступила Маргарет Тэтчер, министр просвещения и науки (1970—1974). Пообещав провести партийные преобразования, она заручилась поддержкой Комитета 1922 года, объединяющего консервативных членов Парламента. В 1975 году на выборах председателя партии Тэтчер в первом туре голосования одержала победу над Хитом, который был вынужден уйти в отставку. Во втором туре она победила тогдашнего председателя партии Уильяма Уайтлоу, которого считали наиболее предпочтительным преемником Хита, а уже 11 февраля 1975 года официально возглавила Консервативную партию, назначив Уайтлоу своим заместителем.
После избрания Тэтчер стала регулярно посещать официальные обеды в Институте экономических отношений — «мозговом центре», основанном бизнесменом Энтони Фишером, учеником экономиста-либертарианца Фридриха фон Хайека. Участие в этих встречах существенно повлияло на её взгляды, формировавшиеся теперь под влиянием идей экономистов Ральфа Харриса и Артура Селдона. В результате Тэтчер стала лицом идеологического движения, выступавшего против идеи государства всеобщего благосостояния, и полагавшего, что для восстановления британской экономики необходимы меньше вмешательства государства в экономику, более низкие налоги и больше свободы для предпринимателей и потребителей.
В результате, в конце 1970-х и, особенно, в 1980-х годах под руководством Маргарет Тэтчер и под влиянием Джозефа Кейта произошёл резкий сдвиг в идеологическом направлении британского консерватизма, отказавшегося от идеи государства всеобщего благосостояния в пользу экономической политики свободного рынка и неолиберализма (похже названного тэтчеризмом). Как объяснял один комментатор: «Немыслимая раньше приватизация государственных предприятий стала обычным явлением [при правительстве Тэтчер] и теперь ей подражают во всем мире». Тэтчер описывали как «радикала в консервативной партии» и её взгляды рассматривалась как противостоящие «устоявшимся институтам» и «принятым убеждениям элиты», и были несовместимы с традиционной концепцией консерватизма, означающей поддержку установленного порядка и существующих социальных условностей, ориентированного на поддержание статус-кво).

### Современный консерватизм
1990-е и первая половина 2000-х годов выдались для Консервативной партии непростыми. После третьего подряд поражения на выборах 2005 года новым лидером партии стал Дэвида Кэмерона, который сумел в 2010 году вернуть консерваторов к власти, а на выборах 2015 года добился абсолютного большинства. Но по итогам референдума о членстве Британии в ЕС он ушёл в отставку, а правительство и Консервативную партия возглавила Тереза Мэй. И Кэмерон и Мэй стремились модернизировать британский консерватизм, пытаясь соответствовать изменениям в обществе. С 2010-х годов по настоящее время партия занимает позицию на правом фланге политического спектра.
В попытках провести ребрендинг и повысить привлекательность партии оба лидера приняли политику, соответствующую либеральному консерватизму. Новая идеология включала более «зелёную» экологическую и энергетическую позицию, а также принятие некоторых социально-либеральных взглядов. Некоторые из этих мер были навязаны консерваторам либерал-демократами, их союзниками по коалиционному правительству в 2010—2015 годах, например, принятие однополых браков, которое первоначально потребовала депутат от либерал-демократов Линн Физерстоун, занявшая в кабинете Кэмерона пост министра по правам женщин и вопросам равенства. Многие из этих мер сопровождались бюджетным консерватизмом, в рамках которого консерваторы придерживались жёсткой позиции по сокращению дефицита бюджета и приступили к осуществлению программы жёсткой экономии.
Другая современная политика, соответствующая идеям  «консерватизма одной нации» и христианской демократии, включала реформу образования, выдачу студенческих кредитов аспирантов и разрешение людям из более бедных семей идти дальше, при одновременном увеличичении платы за обучение и введение более высокого лимита. Также особое внимание уделялось правам человека, в частности Европейской конвенции по правам человека, при одновременной поддержке индивидуальных инициатив.
В 2010-е годы внутри Консервативной партии резко усилились разногласия по поводу Брексита и направления переговоров по Брекситу. В преддверии референдума 2016 года о членстве в Европейском Союзе 184 из 330 депутатов-консерваторов (55,7 %) поддержали выход из Евросоюза, по сравнению с 218 из 232 депутатов от Лейбористской партии (97 %), а также всеми депутатами от ШНП и либерал-демократов. Утром 24 июня, после того как референдум завершился победой сторонников Брексита, Кэмерон заявил, что уходит с поста премьер-министра, и его заменила Тереза Мэй. В 2019 году были сформированы две новые парламентские фракции: Консерваторы «одной нации» и Консерваторы «синих воротничков». Первая была создана с целью помешать выходу из Евросоюза без соглашения. Вторая была основана ещё в 2012 году и возрождена в 2019 членами парламента от Консервативной партии, которые идентифицируют себя как консерваторы из рабочего класса с целью «поддерживать трудящихся и развивать консервативную программу, чтобы принести пользу избирателям и сообществам, которыми больше всего пренебрегают лейбористы».

## Консервативные партии Великобритании
- Консервативная и юнионистская партия (англ. Conservative and Unionist Party; осн. в 1834), обычно Консервативная партия, в просторечии известная как Тори — одна из двух основных политических партий Великобритании. занимает позиции от правых до правоцентристских политическго спектра. В неё входят различные идеологические фракции, включая консерваторов-единонационалистов[англ.], тэтчеристов и консерваторов-традиционалистов. Идеология: британский консерватизм, экономический либерализм, британский юнионизм. Член IDU.
- Демократическая юнионистская партия (англ. Democratic Unionist Party, DUP) — основана в 1971 году на базе Протестантской юнионистской партии[англ.]. Одна из ведущих партий Северной Ирландии. Правый центр/правые; британский юнионизм, британский национализм, ольстерский лоялизм, национал-консерватизм, социал-консерватизм, правый популизм, евроскептицизм.
- Ольстерская юнионистская партия (англ. Ulster Unionist Party, OUP) — создана в 1905 году как Ирландская юнионистская партия. Долгое время была ведущей политической организацией в Северной Ирландии, а её представители занимали высшие административные должности в Северной Ирландии. В 1970-е годы пережила ряд расколов. Окончательно уступила свои позиции после выборов 2005 года. В палате общин с 2017 года не представлена. Правый центр; британский консерватизм, британский юнионизм. Союзник Консервативной партии.
- Реформировать Соединённое королевство (англ. Reform UK) — создана Найджелом Фараджем как Партия Брексита (англ. Brexit Party) в 2018 году и была переименована в 2021 году. До выхода Великобритании из Евросоюза в партии было 23 члена Европарламента. Правые; правый популизм, евроскептицизм.
- Партия независимости Соединённого Королевства (англ. United Kingdom Independence Party, UKIP) — создана в 1991 году как Антифедералистская лига[англ.] сторонниками сохранения фунта и неприсоединение к зоне евро. Через 2 года получила современное название. Наибольшего успеха добилась на выборах в Европаламент 2014 года (27,5 %, 24 места из 87) и на выборах в Палату общин 2015 года (12,6 %, 1 место из 650). После ухода в 2016 году из партии её лидера Найджела Фараджа быстро растеряла свою популярность. Правые/ультраправые; евроскептицизм, правый популизм, национал-консерватизм, экономический либерализм, британский национализм.
- Европейская народная партия Великобритании[англ.] (англ. Alliance EPP: European People's Party UK; UK EPP) — основана в 2012 году. Правый центр; консерватизм, проевропеизм.
- Христианская партия[англ.] (англ. Christian Party) — создана в 2004 году. Правые; социальный консерватизм, христианские правые, британский юнионизм, евроскептицизм.
- Христианский народный альянс[англ.] (англ. Christian Peoples Alliance, CPA) — организован в 1999 году на базе межпартийной правозащитной группы «Движение за христианскую демократию». Правые; социальный консерватизм, христианские правые, христианская демократия, евроскептицизм. Член ECPM.
- «Британия превыше всего» (англ. Britain First) — основана в 2011 году бывшими членами Британской национальной партии во главе с Джимом Доусоном, борцом с абортами и крайне правым активистом. Ультраправые; национал-консерватизм, ультранационализм, британский юнионизм, евроскептицизм, традиционализм.
- Партия ветеранов и народа[англ.] (англ. Veterans and People's Party, VPP) — учреждена в 2017 году группой ветеранов британских вооружённых сил. Правые; правый популизм, британский национализм, жёсткий евроскептицизм, патерналистский консерватизм, антиисламизм.

### На британских заморских территориях
- Альянс Единые Бермуды[англ.] (англ. One Bermuda Alliance, OBA) — одна из двух ведущих партий Бермудских островов. Создана в 2011 году в результате слияния Объединённой бермудской партии и Бермудского демократического альянса. Победила на выборах 2012 года и правила до 2017 года. С тех пор является официальной оппозицией в Ассамблее Бермудских островов. Правый центр; фискальный консерватизм, прямая демократия, реформизм.
- Гибралтарские социал-демократы (англ. Gibraltar Social Democrats, GSD) — одна из двух ведущих партий Гибралтара. Основана в 1989 году после распада Ассоциации по развитию гражданских прав как основная оппозиция Социалистической рабочей партии Гибралтара (GSLP). Несмотря на название является правоцентристской либерально-консервативной партией.
- Объединённый фронт Ангильи[англ.] (англ. Anguilla United Front, AUF) — альянс двух правоцентристских консервативных партий Ангильи. Создан в 2000 году как политическое и избирательное партнёрство Национального альянса Ангильи и Демократической партии Ангильи. Одна из двух политических сил, представленных в парламента Ангильи.
- Кайманская демократическая партия (англ. Cayman Democratic Party, CDP) — была одной из двух партий Каймановых островов. Создана в 2001 году. Была правящей с с мая 2005 года по май 2009 года. После выборов 2017 года вошла в коалиционное правительство с Народным прогрессивным движением. Перед выборами 2021 года, в декабре 2020 года, лидер демократов Маккива Буш, спикер парламента, был приговорён к двум месяцам условного тюремного заключения за нападение на женщину в феврале 2020 года, что привело к вынесению ему вотума недоверия. В преддверии выборов 2021 года Демократическая партия была описана как «[кажущаяся] несуществующей», поскольку деятели, ранее входившие в неё (включая Буша), баллотировались как независимые. Центризм/правонецтризм; фискальный консерватизм, классический либерализм, неолиберализм.
- Партия Виргинских Островов[англ.] (англ. Virgin Islands Party, VIP) — одна из ведущих партий Британских Виргинских островов. Основана в 1971 году тогдашним премьер-министром Лавити Стауттом, покинувшим Объединённую партию. За свою историю 8 раз выигрывала парламентские выборы, в том числе 4 раза подряд с 1986 по 2003 год, что является самой продолжительным непрерывным периодом правления в истории Британских Виргинских островах. Правящая с 2019 года.
- Народное демократическое движение[англ.] (англ. People's Democratic Movement, PDP) — одна из двух ведущих партий островов Теркс и Кайкос. Организована в 1975 году первым премьер-министром островов Джеймсом Александром Джорджем Смитом Маккартни. Старейшая партия островов и первая правящая. С 2021 года в оппозиции. Правоцентризм; консерватизм, христианская демократия. Член CDU.

## Британские консерваторы

### Интеллектуалы
| Портрет | Фамилия                  | Годы жизни | Известен | Ссылки                      |
| ------- | ------------------------ | ---------- | --- | --------------------------- |
|         | Эдмунд Бёрк              | 1729—1797  | Философ и публицист эпохи Просвещения, член парламента (1765—1794) и государственный деятель, которого часто считают основателем современного консерватизма.               | [ 77 ] [ 78 ] [ 79 ]        |
|         | Томас Карлейль           | 1795—1881  | Шотландский писатель, публицист, историк и философ, критик политической экономии с исторической точки зрения                                                               | [ 80 ] [ 81 ] [ 82 ]        |
|         | Фридрих Август фон Хайек | 1899—1992  | Австро-британский экономист-либертарианец и политический философ, представитель новой австрийской школы экономики, сторонник экономического либерализма и свободного рынка | [ 83 ] [ 84 ] [ 85 ] [ 86 ] |
|         | Кристофер Генри Доусон   | 1889—1970  | Английский католический историк, философ и культуролог | [ 87 ]                      |
|         | Майкл Оукшотт            | 1901—1990  | Английский философ, представитель британской интеллектуальной традиции, в англоязычных странах считается классиком политической философии.                                 | [ 88 ]                      |
|         | Морис Коулинг            | 1926—2005  | Историк, известен интерпретацией современной британской истории с точки зрения «высокой политики».                                                                         | [ 89 ]                      |
|         | Роджер Скрутон           | 1944—2020  | Философ, автор и социальный критик, специализировавшийся на философии эстетики и консерватизма.                                                                            | [ 90 ]                      |
|         | Нил Фергюсон             | 1964       | Шотландский историк, писатель и журналист, известен положительной оценкой роли Британской империи.                                                                         | [ 91 ]                      |

### Политики
Премьер-министры (с 1834 и по наши дни)
| Портрет | Фамилия               | Годы жизни | Известен                                                                            | Ссылки                  |
| ------- | --------------------- | ---------- | ----------------------------------------------------------------------------------- | ----------------------- |
|         | Роберт Пиль           | 1788–1850  | Премьер-министр Великобритании с 1834 по 1835 и с 1841 по 1846 годы                 | [ 92 ]                  |
|         | Бенджамин Дизраэли    | 1804–1881  | Премьер-министр Великобритании с 1874 по 1880 годы                                  | [ 93 ]                  |
|         | Роберт Гаскойн-Сесил  | 1830—1903  | Премьер-министр Великобритании с 1885 по 1886, с 1886 по 1892 и с 1895 по 1902 годы | [ 94 ]                  |
|         | Артур Бальфур         | 1848—1930  | Премьер-министр Великобритании с 1902 по 1905 год                                   | [ 95 ] [ 96 ]           |
|         | Эндрю Бонар Лоу       | 1858—1923  | Премьер-министр Великобритании с 1922 по 1923 год                                   | [ 97 ]                  |
|         | Стэнли Болдуин        | 1867—1947  | Премьер-министр Великобритании с 1923 по 1924, с 1924 по 1929 и с 1935 по 1937 годы | [ 98 ]                  |
|         | Невилл Чемберлен      | 1869—1940  | Премьер-министр Великобритании с 1937 по 1940 год                                   | [ 99 ] [ 100 ]          |
|         | Уинстон Черчиль       | 1874—1965  | Премьер-министр Великобритании с 1940 по 1945 и с 1951 по 1955 годы                 | [ 101 ]                 |
|         | Энтони Иден           | 1897—1977  | Премьер-министр Великобритании с 1955 по 1957 год                                   | [ 102 ] [ 103 ]         |
|         | Гарольд Макмиллан     | 1894—1986  | Премьер-министр Великобритании с 1957 по 1963 год                                   | [ 104 ] [ 105 ] [ 106 ] |
|         | Александр Дуглас-Хьюм | 1903—1995  | Премьер-министр Великобритании с 1963 по 1964 год                                   | [ 107 ] [ 108 ]         |
|         | Эдвард Хит            | 1916—2005  | Премьер-министр Великобритании с 1970 по 1974 год                                   | [ 109 ]                 |
|         | Маргарет Тэтчер       | 1925—2013  | Премьер-министр Великобритании с 1979 по 1990 год                                   | [ 59 ]                  |
|         | Джон Мейджор          | 1943—      | Премьер-министр Великобритании с 1990 по 1997 год                                   | [ 110 ]                 |
|         | Дэвид Кэмерон         | 1966—      | Премьер-министр Великобритании с 2010 по 2016 год                                   | [ 111 ] [ 112 ]         |
|         | Тереза Мэй            | 1956—      | Премьер-министр Великобритании с 2016 по 2019 год                                   | [ 113 ] [ 114 ]         |
|         | Борис Джонсон         | 1964—      | Премьер-министр Великобритании с 2019 по 2022 год                                   | [ 115 ] [ 116 ]         |
|         | Лиз Трасс             | 1975—      | Премьер-министр Великобритании в 2022 году                                          | [ 117 ]                 |
|         | Риши Сунак            | 1980—      | Премьер-министр Великобритании с 2022 года                                          | [ 117 ] [ 118 ]         |

### Медиа-персоны[note 4]
- Мелани Филлипс (род. [в 1951) — журналистка, литератор и издатель. В разные годы сотрудничала с такими ведущими изданиями Великобритании, такими как The Times, The Spectator (1828), Daily Mail, New Statesman[англ.] и The Guardian. Также сотрудничает с Jerusalem Post и Jewish Chronicle.
- Питер Хитченс (род. в 1951) — консервативный писатель, телеведущий, журналист и комментатор, автор шести книг, бывший иностранный корреспондент издания «The Mail on Sunday» в Москве и Вашингтоне.
- Пирс Морган (род. в 1965) — писатель, журналист и телеведущий.
- Эндрю Пол Гиллиган[англ.] (род. в 1968) — журналист и политический советник, работал в BBC, Evening Standard и The Daily Telegraph, до июля 2019 года был старшим корреспондентом The Sunday Times и сотрудник консервативного аналитического центра Policy Exchange[англ.], был советником по транспорту Бориса Джонсона как мэра Лондона, так и премьер-министра.

## Консервативные медиа
| Ежедневные газеты - The Times - Daily Express - Daily Mail - The Daily Telegraph - Evening Standard - The Sun | Еженедельные газеты - The Mail on Sunday - The Sunday Times | Журналы - The Spectator | Телевидение - GB News | Радио - LBC |

### Комментарии
1. ↑  Бёрк жил до того, как термины «консерватор» и «либерал» стали использоваться для описания политических идеологий, и он называл свою фракцию «Старыми вигами» (англ. Old Whigs). См. J. C. D. Clark, English Society, 1660–1832 (Cambridge University Press, 2000), p. 5, p. 301.
2. ↑  Также известен как «демократия тори» (англ. Tory democracy).
3. ↑  См. «Одна нация труда[англ.]» — бренд Лейбористской партии, принятый в 2012 году во время лидерства Эда Милибэнда, утверждавшего, что был вдохновлён идеями Дизраэли и Эттли, которые бросили вызов социальным классовым барьерам и способствовали единству Великобритании.
4. ↑  Журналисты, теле- и радиоведущие, издатели, редакторы, обозреватели и блоггеры.